# Mezőhidvég
Mezőhidvég Fejér megyei település 1950-ben jött létre Mezőkomárom és Szabadhidvég községek egyesítésével, 1951-ig utóbbi nevét viselte. 1954-ben kettévált, azonban közös vasútállomásuk 1999. évi megszűnéséig a Mezőhidvég nevet viselte.